# Харис Џиновић
Харис Џиновић (Сарајево, 26. септембар 1951) босанскохерцеговачки и српски је певач фолк (народне) и поп-фолк музике, композитор и текстописац.

## Биографија
Џиновић је рођен 26. септембра 1951. године у Сарајеву, као дете оца Мухамеда, инжењера и мајке Хатиџе, економисте. Пошто је као дете показивао своју музикалност, у деветој години добија хармонику, али током 1960-их година креће да свира клавир, а касније и гитару.
Паралелно се бавио тенисом, атлетиком и скијањем, али је професионално играо фудбал, и то у сарајевском Фудбалском клубу Жељезничар.
На музичкој сцени активан је од 1975. године, када објављује своју прву сингл плочу са песмама Домовино и Желим тебе, које је сам компоновао. Кључни тренутак у његовој каријери десио се 1981. године када је са браћом Стевом, Бранком и Љубомиром Павловићем основао своју групу Сар е Рома, са којом се, за разлику од већине тадашњих певача народне музике, окренуо ромској музици. У периоду од 1982. до 1985. године, група је објавила три албума.
Од 1989. године води соло каријеру и започиње сарадњу са Марином Туцаковић, Александром Радуловићем Футом и Мићом Николићем. Након два објављена албума одржава свој први солистички концерт у Сава центру, 13. јуна 1991. године. Међутим, услед ратних дешавања, у мају 1992. године бива принуђен да напусти земљу и сели се у Беч. У Аустрији и Немачкој организује и учествује на хуманитарним концертима за Босну и Херцеговину, али се касније сели у Француску, где са својим пријатељима у центру Париза отвара ресторан Harris.
Крајем деценије се враћа на просторе бивше Југославије, а након продаје ресторана у Паризу креће да ради на новом албуму, који након дуге потраге за издавачем бива објављен почетком децембра 2000. године, у издању Гранд продукције за југословенско и Zepter Music за европско тржиште.
У новембру 2011. године, наступио је као специјални гост на концерту оперске певачице Монсерат Кабаље у Београду.
После 10 година заједничког живота, 2014. године се оженио 30 година млађом модном креаторком Мелином Галић, којој је посветио песму Паришке капије. Венчали су се на јахти. Са њом има ћерку Ђину и сина Кана, а развели су се крајем 2023. године.
Живи у Београду.

## Дискографија

### Сар е Рома

#### Студијски албуми
- Као Цигани, Дискотон 1982.
- Кико, Кико, Југотон, 1983.
- Сар е Рома, Дискотон, 1985.

### Соло каријера

#### Студијски албуми
- Харис, Дискотон, 1989.
- Харис, Дискотон, 1991.
- Харис Џиновић, Цептер мјузик, Гранд продакшн Београд, 2000.
- Magic, Music star production, ПГП РТС, 2009.
- Харис, City Records, 2017.

#### Компилације
- Јесу л' дуње процвале, Југодиск Београд, 1996.

#### Синглови
- Један дио мог живота/Нема више старе мајке, РТВ, 1975.
- Домовино/Жељан тебе, Југотон 1975.
- Гдје су наши дани/Слободанка, Југотон 1976.
- Дођи ноћас, РТВ, 1977.

## Фестивали
- 1976. Илиџа — Гдје су наши дани / Слободанка
- 1977. Илиџа — Дођи ноћас
- 1990. Посело године 202 — И тебе сам сит кафано / Сјећаш ли се оне ноћи
- 1991. МЕСАМ — И тебе сам сит кафано